# Bónis Ferenc (zenetörténész)
Bónis Ferenc (Miskolc, 1932. május 17. – 2019. december 2.) magyar zenetörténész, egyetemi tanár.

## Élete
Bónis József és Kelemen Ilona gyermekeként született.
1952 és 1957 között a Liszt Ferenc Zeneművészeti Főiskola zenetudomány szakán tanult, ahol tanárai Szabolcsi Bence, Kodály Zoltán, Molnár Antal és Bárdos Lajos voltak.
1950-től a Magyar Rádió lektor-gyakornoka, majd műsorszerkesztője, 1970-től rovatvezetője, 1993 óta szerkesztőség-vezetője, 1994–1996 között pedig vezető szerkesztője. 1959-től a Magyar Zenetudomány szerkesztője. 1961–1973 között a Magyar Tudományos Akadémia Bartók Archívuma, majd a Zenetudományi Intézet tudományos munkatársa volt. 1968-tól a Magyar Zenetörténeti Tanulmányok című könyvsorozat szerkesztője. 1972 és 1981 között a Liszt Ferenc Zeneművészeti Főiskola oktatója volt, 1981-től a Zeneművészeti Főiskola doktora. 1977-től Szabolcsi Bence életműkiadásának szerkesztője.
2007-ig a Magyar Kodály Társaság elnöke, az Erkel Ferenc Társaság elnöke, a Magyar Muzsikus Fórum elnökségi tagja volt. A Magyar Tudományos Akadémia Zenetudományi Bizottságának tagja.

## Művei
- Erkel Ferenc (1953)
- Mosonyi Mihály (1960, 2000)
- Kadosa Pál (1964)
- Bartók Béla élete képekben és dokumentumokban (1972)
- Így láttuk Kodályt (1979)
- Így láttuk Bartókot (1981)
- Tizenhárom találkozás Ferencsik Jánossal (1984)
- Kodály Zoltán Psalmus Hungaricusa (1987)
- Mosonyiana I–II. (1989–1998)
- Harminchárom óra ifjabb Bartók Bélával (1991)
- Hódolat Bartóknak és Kodálynak (1992)
- A csodálatos mandarin: egy remekmű születése és kálváriája (1993)
- A Himnusz születése és másfél százada (1994)
- A szenvedő nép és az elnyomott nemzet a magyar operaszínpadon (1995)
- Brahms und die ungarische Musik (1996)
- Ein stadtisches Fest und die Idee der Vereiningung (1996)
- A verbunkos és Mozart, avagy Csermák Antal emlékezete (1998)
- A magyarok Brahms IV. szimfóniájában (1998)
- Bartók Béla Táncszvitje (1998)
- Comments on Béla Bartók’s Working Method (2000)
- Mozarttól Bartókig (2000)
- Herausforderung, Mitleid und Erlösung in der modernen Gross-stadt: Der wunderbare Mandarin von Béla Bartók (2000)
- Üzenet a XX. századból (2002)
- In Homers Fuss-stapfen: Zoltán Kodálys Lied von Sehnsucht nach Freiheit, von Leben und Tod (2002)
- Gondolatok Bartók zenekari Concertójáról (2004)
- A nemzeti romantika világából (2005)
- A Budapesti Filharmóniai Társaság százötven esztendeje 1853–2003 (2005)
- Élet-képek: Bartók Béla (2006)
- Kodály Zoltán: Visszatekintés. Összegyűjtött írások, beszédek, nyilatkozatok 1-3.; sajtó alá rend., bibliogr. Bónis Ferenc; Argumentum, Bp., 2007
- Himnusz. Kölcsey Ferenc költeménye, Erkel Ferenc zenéje. Az Országos Széchényi Könyvtárban őrzött kéziratok hasonmása; tan., közread. Bónis Ferenc; Balassi, Bp., 2010
- Hector Berlioz: Rákóczi induló. Az autográf fogalmazvány facsimile kiadása; tan., közread Bónis Ferenc; Balassi, Bp., 2010
- Élet-pálya: Kodály Zoltán; Kodály Archívum–Balassi, Bp., 2011
- Részletek az egészhez. Tanulmányok a 19. és 20. század magyar zenéjéről. Emlékkönyv a 80 éves Bónis Ferenc tiszteletére; szerk. Ittzés Mihály; Kodály Zoltán Archívum–Argumentum, Bp., 2012
- Bartók Béla – Paul Sacher levelezése, 1936–1940; sajtó alá rend., ford. Bónis Ferenc; Balassi, Bp., 2013
- Kodály Zoltán és az Universal Edition levélváltása, 1938–1966; ford., sajtó alá rend. Ferenc Bónis; Kodály Archívum–Argumentum, Bp., 2013
- Rákóczi-induló, Kossuth-szimfónia, Székely fonó. Húsz írás a magyar zenéről; Balassi, Bp., 2015
- Bartók Béla – Annie Müller-Widmann levelezése, 1935–1940; sajtó alá rend., ford. Bónis Ferenc; Balassi, Bp., 2016

## Díjai, elismerései
- Ezüst Toll (1998)
- Gyula díszpolgára (1999)
- A Magyar Tudományos Akadémia doktora (2003)
- Széchenyi-díj (2008)